# Víctor Avendaño
Víctor Avendaño (* 5. Mai 1907 in Buenos Aires, Argentinien; † 1. Juli 1984) war ein argentinischer Boxer.

## Amateurkarriere
Avendaño schlug bei den Olympischen Spielen 1928 in der niederländischen Hauptstadt Amsterdam Sergio Ojeda, Donald Carrick, Donald McCorkindale und Ernst Pistulla jeweils nach Punkten und wurde Olympiasieger im Halbschwergewicht.

## Profi
Bei den Profis absolvierte er insgesamt nur fünf Kämpfe, die alle in seinem Heimatland Buenos Aires stattfanden. Zwei davon konnte er gewinnen, zwei verlor er und einer endete in einem „No Contest“.